# 唐诗三百首

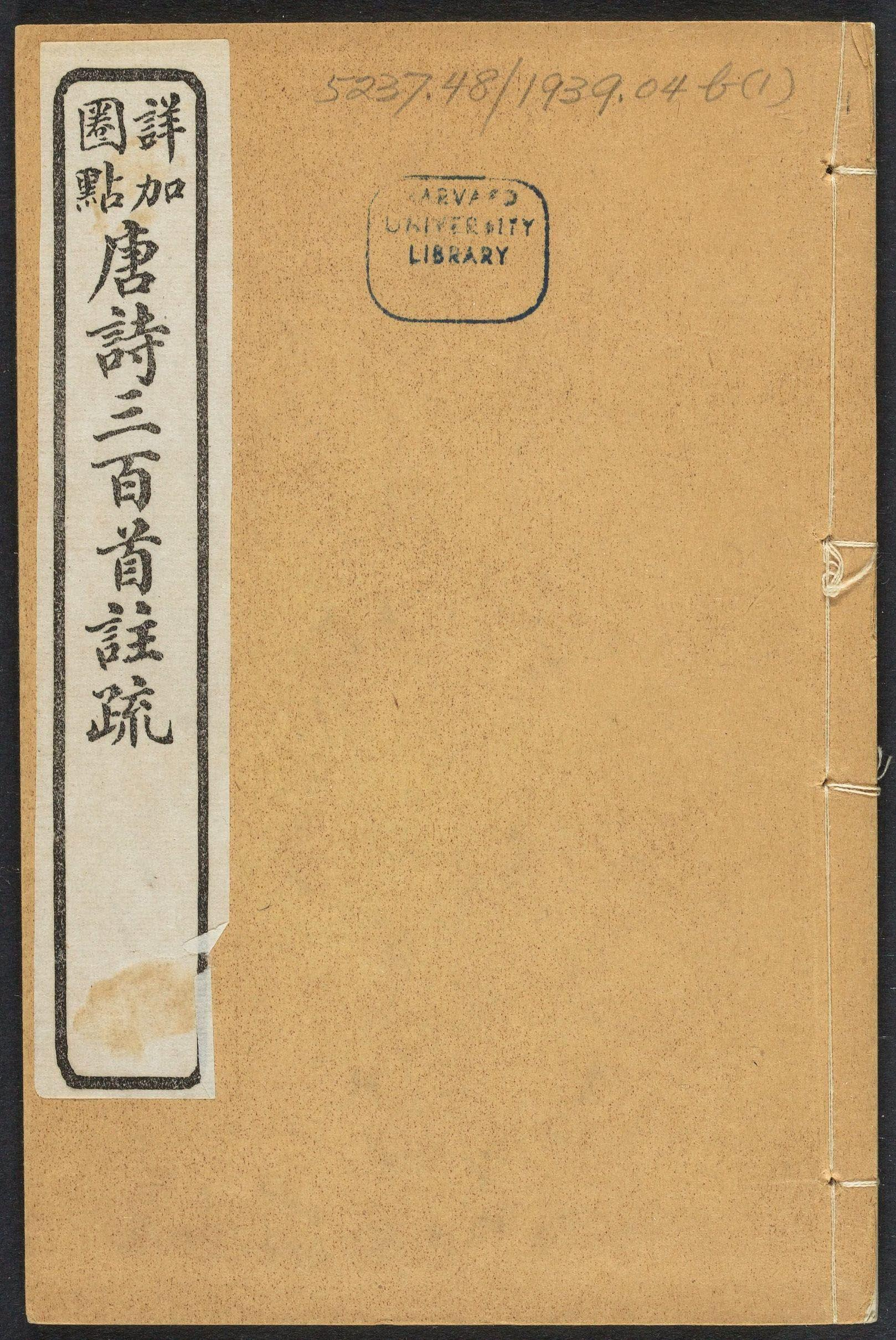
民国二十年《唐诗三百首注疏》

《唐诗三百首》是一部流傳甚廣的唐诗選集，编者是清朝的孫洙（蘅塘退士）與其夫人徐蘭英，成書於乾隆年間（公元1763年）時。道光年間，上元女史陳婉俊（字伯英）與其弟陳晉蕃補注。共收錄了77位作家的311首詩。

## 内容
唐朝（618年—907年）二百九十年間，是古中國詩歌發展的黃金時代，雲蒸霞蔚，名家輩出，唐詩數量多達五萬首。孫琴安《唐詩選本六百種提要·自序》指出，“唐詩選本經大量散佚，至今尚存三百餘種。當中最流行而家傳戶曉的，要算《唐詩三百首》。”《唐詩三百首》选诗范围相当广泛，收錄了77家詩，共311首，在數量以杜甫詩數多，有39首、李白詩33首、王維詩29首、李商隱詩24首、孟浩然诗14首。是仿《詩經》三百篇（共305篇，若含有目無詩者共311篇）之作，從前是家絃戶誦的兒童詩教啟蒙書，所以比较浅显，读者容易接受，俗話說：“熟讀唐詩三百首，不會作詩也會吟。”是中小學生接觸中國古典詩歌最好的入門書籍。問題亦不乏，即其選詩遠不如明人《唐詩選》質樸闊達且涉及軍事層面；另外，杜甫的秋興八首都被删減，所幸詠懷古跡還是五首。

## 構成
1. 五言古詩33首，樂府7首
2. 七言古詩28首，樂府14首
3. 五言律詩80首
4. 七言律詩50首，樂府1首
5. 五言絕句29首，樂府8首
6. 七言絕句51首，樂府9首[2]

## 編者
编者孙洙，别号蘅塘退士，江苏无锡人，清乾隆十六年（1751年）进士。乾隆二十八年春，孙洙与夫人徐兰英开始编选《唐诗三百首》。孫洙編選唐詩，是依據沈德潛（1673年—1769年）《唐詩別裁》及王士禎（1634年—1711年）《古詩選》、《唐賢三昧集》、《唐人萬首絕句選》為主，雜以其他唐詩選本。《唐詩三百首》的題材廣泛，反映唐代的政治矛盾、邊塞軍事、宮閨婦怨、酬酢應制、宦海升沈、隱逸生活等。但《唐詩三百首》也有一些遺珠，如杜甫《自京赴奉先縣詠懷五百字》、《北征》，白居易《新樂府》以及皮日休、李賀等人的作品，未被選入。《唐詩三百首》向来有几种注释本流行，其中以陈婉俊的补注较为简明。朱自清著有《唐詩三百首讀法指導大概》一文，近人金性堯根據《唐詩三百首》重新加注。